# Makole
Makole là một khu tự quản (tiếng Slovenia: občine, số ít – občina) trong vùng Podravska của Slovenia. Makole có diện tích 36.9 km2, dân số là theo điều tra ngày 31 tháng 3 năm 2002 là 2020 người. Thủ phủ khu tự quản Makole đóng tại Makole.